# .onion
.onion is een speciaal topleveldomein voor het gebruik van zogenaamde hidden services (Engels voor "verborgen diensten") voor Tor, bedoeld om via Internet anoniem diensten (zoals websites) te ontsluiten. Door .onion-adressen te gebruiken zijn de gegevens en de gegevensstroom moeilijk te traceren. Zowel de gegevensaanbieder als de ontvanger kennen geen andere manier om elkaar te benaderen.
.onion-adressen worden niet zoals normale domeinnamen beheerd door ICANN. Ook staan ze niet in een DNS-hiërarchie. De adressen worden geïnterpreteerd door applicaties als ze verstuurd worden via een proxy in het Tor-netwerk. 
Oorspronkelijk was .onion een zogeheten pseudo-topleveldomein, maar per 9 september 2015 kreeg het van ICANN, IANA en de IETF een officiële status als 'special use domain'.

## Notatie
De adressen bestaan uit een reeks van alfanumerieke karakters die zijn gebaseerd op een publieke sleutel die wordt aangemaakt als Tor wordt geconfigureerd. De letters en cijfers van dat .onion-adres zijn gecodeerd in zogeheten base32-notatie, wat erop neerkomt dat ze kunnen bestaan uit alle letters van het alfabet, alsook de tekens 2 tot en met 7. Onder versies van Tor tot versie 3 bestond een onionadres uit 16 tekens in base32 gevolgd door .onion. Sinds Tor versie 3 bestaat het base32 gedeelte uit 56 tekens, op basis van de cryptografische sleutel, een controlegetal en het Tor versienummer.

## Voorbeelden
Bekende hidden webhosting services waren die van Silk Road en Freedom Hosting, intussen opgevolgd door Freedom Hosting II.
Sommige organisaties bieden een onion-versie van hun website aan  naast het reguliere webadres van hun site. Ze doen dit om bezoekers beter in staat te stellen mogelijke censuur te omzeilen. Voorbeelden zijn:
- Facebook[7]
- BBC[8]

## Onion gateways
Door proxyservers zijn Tor-diensten met een .onion-adres ook beschikbaar voor gebruikers buiten het Tor-netwerk. Voorbeelden van zulke Onion gateways zijn Tor2web en onion.to. Als men een .onion-adres aantreft en deze wil bereiken, dan kunnen deze diensten worden gebruikt. De door het Tor-netwerk geboden anonimiteit komt dan voor de gebruiker te vervallen.